# Siriono
Siriono – plemię Indian zamieszkujących Boliwię (departamenty Beni i Santa Cruz). Ich populacja według różnych szacunków liczy 400–600 osób, z czego ok. 50 posługuje się wyłącznie należącym do grupy tupi-guarani językiem siriono (kod ISO 693-3: srq). Siriono używają także jeszcze języka gwizdów. Prawdopodobnie przybyli na obecne miejsce albo równocześnie z Hiszpanami w XVII wieku, albo 100 lat wcześniej, gdy ludy posługujące się językami tej grupy najechały imperium Inków.
Siriono na początku XX wieku walczyli z wspomaganymi przez armię boliwijską hodowcami bydła, wypierającymi plemię z jego dotychczasowego terytorium. W razie schwytania Siriono przez wojska rządowe, kierowano ich do obozów pracy, a po uwolnieniu stamtąd zmuszano do pracy w hacjendach.
W latach 1940–1942 przebywał wśród populacji Siriono amerykański antropolog Allan R. Holmberg, który następnie opisał ich w książce Nomadowie z długimi łukami jako lud nader zacofany i żyjący w związku z tym w ciągłej nędzy. Według jego relacji, Siriono nie znają ubrań, hodowli zwierząt, nie potrafią rozniecać ognia a jedynie przenoszą go ze sobą podczas wędrówek, obca jest im również muzyka i jakakolwiek sztuka, poza jedynie ozdobami z kłów zwierząt. Rzeczywiście Siriono żyli tak jak opisał to Holmberg, jednakże wniosek iż był to stan trwający od tysiącleci okazał się błędny. Populacja jaką zastał była jedynie 150-osobową grupą ocalałą po wymarciu 95% populacji w wyniku epidemii ospy i grypy w latach 20. XX wieku. Inny naukowiec, również antropolog Allen Stearman, odkrył w 1982 roku, iż w wyniku tak znacznego zmniejszenia się populacji wystąpił efekt zejścia poniżej progu kojarzenia bliźniaczego, skutkujący znaczną częstotliwością występowania w populacji wad genetycznych. Niemal wszyscy Siriono mają szramy na uszach, a znaczna część zniekształcone stopy.
Obecnie Siriono to lud rolniczy, zamieszkujący i uprawiający pampę. W większości chrześcijanie. Język siriono używa alfabetu łacińskiego, prawie wszyscy Siriono znają język hiszpański.